# Sehnsucht (1954)
Sehnsucht (Originaltitel: Senso) ist ein Film von Luchino Visconti nach dem Roman Senso. Das geheime Tagebuch der Contessa Livia (Originaltitel: Senso) von Camillo Boito (1836–1914). Der Film spielt im Jahre 1866 zur Zeit des Risorgimentos (italienischer Bürgerkrieg). Es war sein erster Farbfilm.
Als einer von insgesamt sechs Filmen Viscontis, wurde das historische Melodram, 2008 auf die offizielle, vom italienischen Kulturministerium gebilligte Liste „100 erhaltenswerte italienische Filme“ aufgenommen. Die 100 ausgewählten Filme entstanden zwischen 1942 und 1978 und haben das kollektive Gedächtnis Italiens maßgeblich geprägt.

## Handlung
Ort der Handlung ist das von den Österreichern besetzte Venedig, kurz vor dem Ausbruch des dritten italienischen Unabhängigkeitskriegs. Die Contessa Livia Serpieri, die eine leidenschaftslose Ehe mit einem älteren Aristokraten eingegangen ist, beobachtet, wie ihr Cousin Marchese Roberto Ussoni und weitere Kämpfer für die Unabhängigkeit Venedigs während einer Aufführung von Il trovatore im Teatro La Fenice gegen die anwesenden österreichischen Offiziere rebellieren. Roberto fordert dabei den Offizier Franz Mahler zum Duell heraus, was Livia verhindern will, weshalb sie den charmanten Mahler darum bittet, er möge die Aufforderung zum Duell ablehnen. Es kommt sowieso nie zum Duell, da Roberto verhaftet und aus Verona verbannt wird – dafür ist Franz verantwortlich, was Livia aber in ihrer beginnenden Verliebtheit zu dem österreichischen Offizier übersehen will.
Livia verliebt sich in Franz, und sie streifen durch Venedig bei Nacht. Sie treffen sich fortan heimlich in einer Pension. Livia verfällt ihrem wesentlich jüngeren Geliebten, obwohl dieser den eher zweifelhaften Ruf eines Frauenverführers und Spielers hat. Als Franz eines Tages nicht zu ihrem Treffen erscheint, wird Livia schmerzlich bewusst, dass sie betrogen wird.
Als der Krieg ausbricht, ziehen sich die Serpieris auf ihr Landgut in Aldeno in der Nähe von Trient zurück. Roberto, inzwischen mitten im Kampf der italienischen Nationalisten, bittet Livia derweil, das von den Untergrundkämpfern gesammelte Geld, das für die bevorstehende Schlacht bei Custozza von enormer Bedeutung ist, aus Venedig zu schmuggeln. Franz flüchtet unterdessen bei Nacht auf das Landgut von Livia. Sie weist ihn zunächst zurück, verfällt ihm aber schließlich erneut und er bittet sie darum, zu verhindern, dass er kämpfen muss. Am Ende überlässt Livia ihm das Geld der Rebellen, um die Militärärzte zu bestechen und so dem Kriegsdienst zu entgehen. Mit diesem Akt verrät sie nicht nur ihre politischen Ideale, sondern auch ihren geliebten Cousin.
Als Livia aus Sorge um Franz, der sich kaum noch meldet, nach Verona reist, findet sie ihn verwahrlost bei einer jungen Prostituierten. Betrunken wie er ist, erniedrigt er die am Boden zerstörte Livia, erklärt, sie ekele ihn an, und gibt schließlich zu, Roberto denunziert zu haben. Um sich für diese Schmach zu rächen, denunziert Livia Franz als Deserteur bei einem österreichischen Kommandanten, der Livias Verhalten zwar empörend findet, aber dennoch veranlasst, dass Franz noch in derselben Nacht erschossen wird. Am Ende irrt Livia wahnsinnig durch die leeren Straßen Veronas und ruft verzweifelt Franz’ Namen.

## Hintergrund

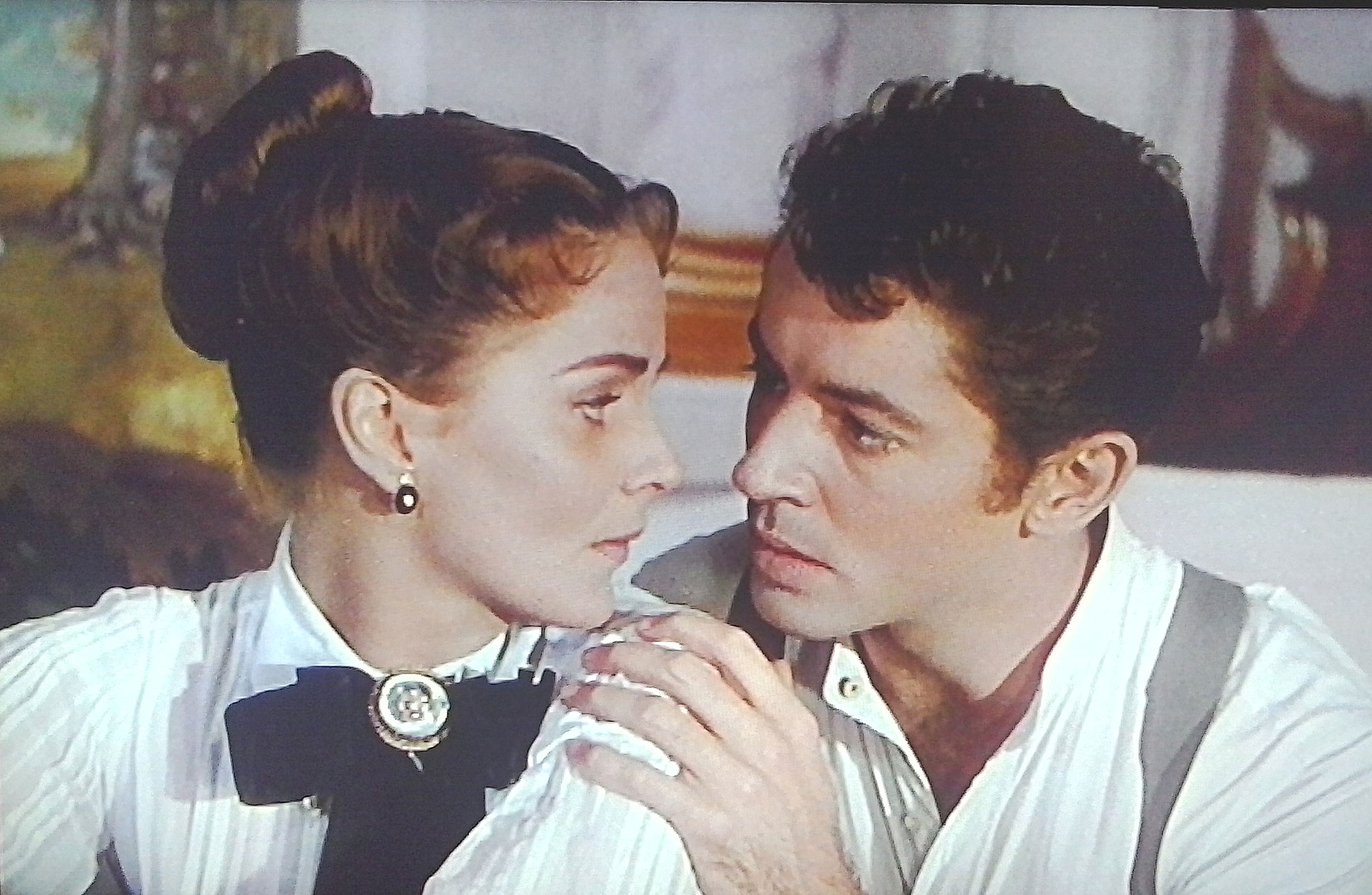
Alida Valli und Farley Granger

Camillo Boitos Roman Senso war im Jahr 1883 in Mailand erschienen. Der Roman ist als fiktives Tagebuch ganz aus der Perspektive der Gräfin geschrieben, auch deshalb wurden für die Verfilmung viele Teile des Romans verändert und neue Figuren wie die des rebellischen Cousins Roberto eingeführt. Im Vergleich zum Roman schildert Viscontis Film das Kriegsgeschehen mit den Schlachten expliziter, während der Roman stärker im Privatleben der Gräfin verhaftet ist.
Die Idee zu der Verfilmung hatte Riccardo Gualino (1879–1964), ein bekannter Industrieller und Kunstmäzen aus Turin, der den Großteil des Filmbudgets zur Verfügung stellte. Gualino trug sich schon länger mit der Idee, Visconti irgendeinen Film drehen zu lassen, der „spektakulär, aber von hohem künstlerischen Niveau“ sein sollte. Bevor die Dreharbeiten begannen, fanden über ein Jahr historische Recherchen unter Leitung des Schriftstellers und Risorgimento-Experten Carlo Alianello statt, damit das Drehbuch möglichst authentisch wurde. Unter anderem wurde für die Schlachtszene untersucht, an welchen Stellen die österreichischen und italienischen Truppen bei der Schlacht bei Custozza 1866 standen.
Es war Viscontis erster Farbfilm, der auf 36 mm in Technicolor gedreht wurde. Für Visconti, der zuvor als Vertreter des italienischen Neorealismus eher in der Gegenwart der Arbeiterklasse spielende Schwarzweißfilme inszeniert hatte, markiere Senso einen Stilwechsel und Wendepunkt seiner Karriere.
Während der Dreharbeiten starb der Kameramann G. R. Aldo bei einem Autounfall, so dass Robert Krasker übernehmen musste.
Franco Zeffirelli und Francesco Rosi, die in ihrem späteren Leben selbst berühmte Regisseure wurden, fungierten als Regieassistenten von Visconti.
Die ursprüngliche Fassung des Films betrug 126 Minuten, doch wurde die Originallänge auf Wunsch der italienischen Zensur durch den Verleih gekürzt. So wurden Schlachtenszenen, politische Äußerungen der Gräfin Livia sowie die Hinrichtung Mahlers am Ende des Films geschnitten. Die bundesdeutsche Fassung wurde noch weiter gekürzt, so dass ihr gegenüber dem Original rund zwanzig Minuten fehlten. Erst 1993 wurde eine rekonstruierte Fassung in Deutschland aufgeführt.

## Kritiken
„Die große historische Kinotragödie des Neorealismus, die mit Bildkompositionen von außergewöhnlicher Schönheit zugleich das Porträt einer untergehenden Epoche zeichnet.“

„Viscontis Inszenierung gelingen Bilder opernhafter Schönheit, die jedoch nie etwas beschönigen, wie besonders die Schlachtszenen belegen, in denen es kein idealistisches Heldentum, sondern nur noch den Tod gibt.“

## Auszeichnungen
Der Film war 1954 im Wettbewerb der Filmfestspiele von Venedig vertreten, wo er Renato Castellanis Romeo und Julia unterlag. Kameramann Aldo Graziati (1902–1953) wurde ein Jahr später posthum der Preis der Sindacato Nazionale Giornalisti Cinematografici Italiani verliehen, während der Film und Hauptdarstellerin Alida Valli 1956 mit dem französischen Étoile de Cristal ausgezeichnet wurden.

## Synchronisation
Die erste deutsche Synchronfassung entstand im Jahr 1955 in Berlin, für Dialogbuch und Dialogregie war Konrad P. Rohnstein verantwortlich. Curt Ackermann sprach für Farley Granger als Franz Mahler, während Eleonore Noelle Alida Valli als Gräfin Livia ihre Stimme lieh. 1993 entstand die zweite deutsche Synchronfassung von Sehnsucht für das Fernsehen, in ihr spricht Dagmar Heller die Gräfin Livia.